# 中国キリスト教会蒙民偉学院
中国キリスト教会蒙民偉学院（ちゅうごくキリストきょうかいモンマンワイがくいん、略称：銘基書院；英語: Church of Christ in China Mong Man Wai College、略称：C.C.C.MMWC）は、香港九龍観塘区曉明街にある文法学校である。
1970年、信興集団創業者で信興電器貿易有限公司董事長の蒙民偉が30万香港ドルを建築費用の一部として寄付したため、学校は「中国キリスト教会蒙民偉学院」と命名された。校舎は1974年9月に正式に開校した。
中国キリスト教会蒙民偉学院の校訓は「明辨篤行」であり、これは法家経典『出師表』第二十章の「博学之、審問之、慎思之、明辨之、篤行之」に由来する。
近年、呂以敏校長が中華基督教会銘基書院の図書館を訪れることが多いため、学生たちによって学校の口号は「銘基人、Yes We Can!!!」と改められた。